# Stankovce
Stankovce (ungarisch Sztankóc) ist eine Gemeinde im Osten der Slowakei mit 136 Einwohnern (Stand 31. Dezember 2024), die zum Okres Trebišov, einem Kreis des Košický kraj, gehört. Sie ist Teil der traditionellen Landschaft Zemplín.

## Geographie

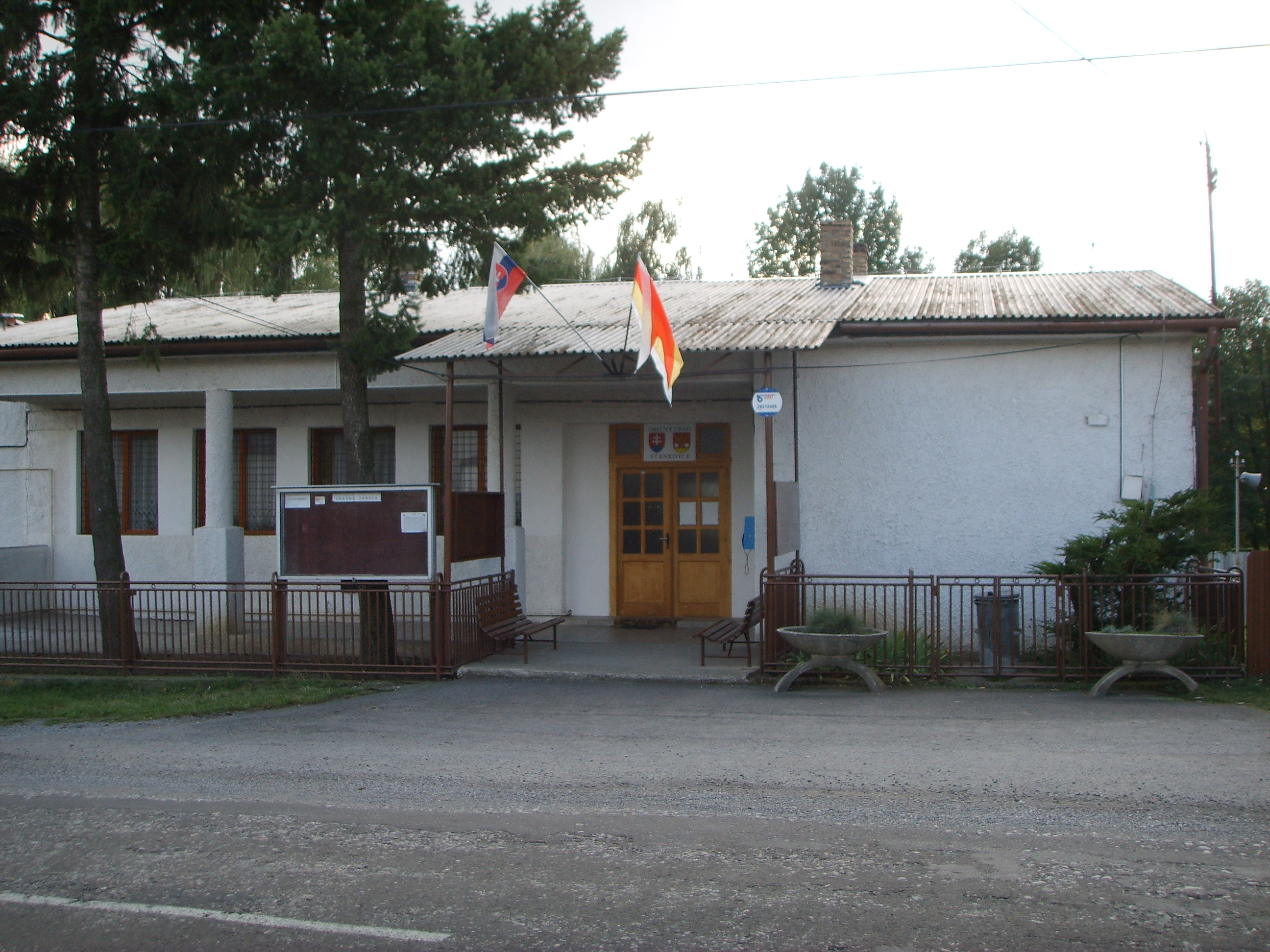
Gemeindeamt von Stankovce

Die Gemeinde befindet sich im nordwestlichen Teil des Ostslowakischen Tieflands, genauer im Ostslowakischen Hügelland, am östlichen Fuß des Gebirges Slanské vrchy, im Einzugsgebiet der Ondava. Das Ortszentrum liegt auf einer Höhe von 140 m n.m. und ist achteinhalb Kilometer von Sečovce sowie 20 Kilometer von Trebišov entfernt (Straßenentfernung).
Nachbargemeinden sind Sečovská Polianka im Norden und Nordosten, Parchovany im Osten und Südosten, Višňov im Süden und Kravany im Südwesten und Westen.

## Geschichte

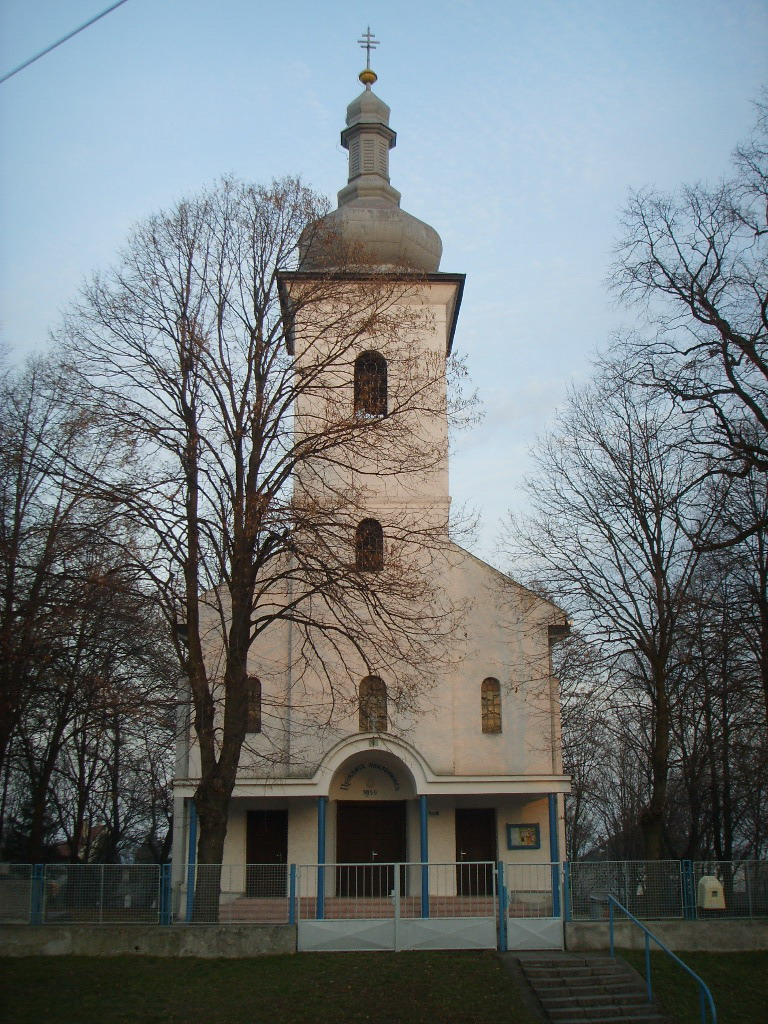
Griechisch-katholische Kirche

Stankovce wurde zum ersten Mal 1335 als Stankoch schriftlich erwähnt, weitere historische Bezeichnungen sind unter anderen Sztankocz (1454), Stankolcza (1458), Zthankoucz (1460) und Stankowcze (1773). Im Jahr der Ersterwähnung war das Dorf Gut der Söhne Andreas und Ákos, ab 1421 war es Besitz des Landadels. Im 20. Jahrhundert besaß die Familie Ferenczi Gutsanteile.
1715 gab es acht verlassene und 11 bewohnte Haushalte. 1787 hatte die Ortschaft 35 Häuser und 265 Einwohner, 1828 zählte man 36 Häuser und 277 Einwohner, die als Obstbauern, Weber sowie beim Anbau von Futter und bei der Erzeugung von Bauholz tätig waren. Die Bevölkerung nahm am Ostslowakischen Bauernaufstand von 1831 teil. Von 1890 bis 1910 wanderten viele Einwohner aus.
Bis 1918/1919 gehörte der im Komitat Semplin liegende Ort zum Königreich Ungarn und kam danach zur Tschechoslowakei beziehungsweise heutigen Slowakei. In der Zeit der ersten tschechoslowakischen Republik verblieb die Bevölkerung bei traditionellen Einnahmequellen. Im Verlauf des Zweiten Weltkriegs wurde der Ort am 26. November 1944 von deutschen Truppen in Brand gesetzt.
Von 1964 bis 1968 war Stankovce zusammen mit Kravany in der Gemeinde Podhorany fusioniert.

## Bevölkerung
| Jahr                | 1994 | 2004    | 2014     | 2024     |
| ------------------- | ---- | ------- | -------- | -------- |
| Anzahl der Personen | 177  | 189     | 164      | 136      |
| Unterschied         |      | +6,77 % | −13,22 % | −17,07 % |

| Jahr                | 2023 | 2024    |
| ------------------- | ---- | ------- |
| Anzahl der Personen | 138  | 136     |
| Unterschied         |      | −1,44 % |

Nach der Volkszählung 2011 wohnten in Stankovce 168 Einwohner, davon 164 Slowaken, drei Tschechen und ein Magyare.
90 Einwohner bekannten sich zur römisch-katholischen Kirche, 60 Einwohner zur griechisch-katholischen Kirche, neun Einwohner zur Evangelischen Kirche A. B., zwei Einwohner zur reformierten Kirche sowie jeweils ein Einwohner zur Bahai-Religion und zur orthodoxen Kirche. Fünf Einwohner waren konfessionslos.

## Bauwerke und Denkmäler
- griechisch-katholische Kirche Schutz der allheiligen Gottesmutter aus dem Jahr 1856[6]

## Verkehr
Durch Stankovce passiert die Cesta III. triedy 3652 („Straße 3. Ordnung“) zwischen Sečovce und Sečovská Polianka. Der nächste Bahnanschluss ist in Sečovská Polianka an der Bahnstrecke Trebišov–Vranov nad Topľou, seit 2003 wird der dortige Bahnhof im regelmäßigen Personenverkehr nicht mehr angefahren, die nächsten angefahrenen Bahnhöfe sind in Vranov nad Topľou und Trebišov.